# قتل

قتل در خانه اثری از جاکوب شیکاندر، ۱۸۹۰

قَتل یا کُشتن یا کُشتار یا مُرداندَن گونه‌ای آدم‌کشی است که در آن کشتن انسان بدون حکم قانونی روی داده باشد. در حقوق کیفری در اصل قتل به سه دستهٔ عمد و شبه‌عمد و غیرعمد تقسیم میشود. قتل می‌تواند انگیزه‌های مختلفی داشته باشد؛ از جمله قتل بر پایه احساس‌هایی مانند خشم، حسادت، انتقام، قتل ناموسی، قتل ایدئولوژیک، اختلاف نظر در تقسیم غنائم و … . جرم قتل بیش از سایر جرم‌ها سروصدا دارد و خبر آن بیشتر وقت‌ها منتشر می‌شود.

## پیشینه
پیشینه قتل بسیار طولانی است و از ابتدای اجتماع انسان‌ها وجود داشته است. برپایه کتاب‌های مقدس دین‌های ابراهیمی، اولین قتل مربوط به دو برادر هابیل و قابیل است. قتل هابیل یکی از پسرهای آدم و حوا، توسط برادرش قابیل اولین قتل نام برده در تنخ است.

## در قانون
هم اکنون کشورهای مختلفی در جهان وجود دارند که هرکدام قانون‌های مختلفی برای کیفر مجرمی که قتل انجام داده وضع کرده‌اند.
در کشور ایران قتل به سه درجه تقسیم می‌شود:
- مباشرت در قتل : فردی که به صورت مستقیم ، جدی و واقعی جان فرد دیگری را می گیرد. در واقع قتل ناشی از فعل اوست و به همین دلیل به عنوان مباشر قتل شناخته می شود به‌عنوان مثال شخصی که ضرباتی را به دیگری میزند . [۴] مجازات مباشر قتل ( قاتل ) : قصاص
- مشارکت در قتل : شخصی که در صحنه جرم حضور داشته و قاتل  دیگری را در قتل همراهی کرده است و خود او نیز جزو قاتلین محسوب می شود . اگر افرادی که منجر به قتل شده اند دو نفر یا بیشتر باشند و همه آن ها در وقوع قتل نقش مستقیم داشته اند ، به عنوان شریک قتل یا همان شریک جرم شناخته می شوند. و هر کدام به نوعی مباشر جرم هستند. در واقع قتل فرد باید ناشی از اقدام همه آن ها باشد به‌عنوان مثال اشخاصی که ضرباتی را به دیگری وارد میسازند . [۵] مجازات شریک قتل ( هر یک از قاتلین ) : قصاص
- معاونت در قتل : این فرد به صورت مستقیم باعث قتل فرد نشده است. در واقع در اقدامات اجرایی همانند وارد کردن ضربات چاقو ، شلیک کردن ، خفه کردن و مواردی از این قبیل دخالت نداشته است. اما اسباب لازم برای وقوع قتل را فراهم نموده است. به عنوان مثال چاقو را با هدف اینکه مباشر قتل ، دیگری را به قتل برساند به او داده است. یا با حرف ها و گفتار خود دیگری را ترغیب کند تا یک فرد را به قتل برساند. در برخی از موارد فردی ممکن است شخصاً مبادرت به قتل نکند. اما دیگری را در موقعیتی که قرار دهد که چاره ای جز قتل دیگری نداشته باشد. در این شرایط دستور دهنده به عنوان قاتل و فردی که تحت اجبار واقع شده است به عنوان معاون قتل شناخته می شود و به تحمل مجازات معاونت در قتل عمدی محکوم خواهد شد. [۶] مجازات معاون قتل : ۳ تا ۱۵ سال حبس
- امساک : امساک در فقه جزائی امامیه به معنای نگه داشتن و گرفتن مقتول است؛ به طوری که شخصِ «مُمسِک: نگه دارنده» مانع خروج مقتول از سلطه جانی شده و قاتل به سهولت بتواند وی را به قتل برساند. [۷] به‌عنوان مثال دستهای او را نگه دارد تا توان دفاع و احتمال نجات از او سلب شود . مجازات ممسک : حبس ابد [۸]
- دیده بانی : شخصی که نگاه و مراقبت کند تا کسی نیاید ، رویدادی رخ ندهد یا مانعی برای قتل پیش نیاید برای اینکه جنایت عملی شود .  مجازات دیده بان : بر چشمان دیده بان وسیله ای سرخ یا نظیر آن کشیده میشود تا کاملا کور شود .

مهدورالدم ؛ شخصی است که اگر کشته شود، خونش به هدر می‌رود. حال اگر قاتل شخصی را به قتل برساند که مهدورالدم باشد؛ قاتل قصاص نمی‌شود و دیه نمی‌پردازد و تنها مجبور به تحمل حبس تعزیری می‌شود. در قوانین این موضوع را نسبت به حاکم دانسته اند یعنی خون شخص مهدور الدم را نسبت به حاکم هدر دانسته اند و در صورتی که کسی دیگر چنین شخصی را به قتل برساند همانند قتل های عادی ، به قصاص محکوم میشود .  

## آمار
آمار ارتکاب جرم قتل توسط سازمان‌های مربوط ثبت می‌شود. کشورهای السالوادور و هندوراس بیشترین آمار ارتکاب قتل و کشورهای نروژ و سنگاپور کمترین آمار ارتکاب قتل را داشته‌اند. بیشتر کشورهایی که قانون‌هایی مانند بازپروری زندانی‌ها را در دستور کار خود قرار داده‌اند موفق شده‌اند تا زندانی‌ها را اصلاح کنند و به جامعه بازگردانند.